# Ceremošnjak
Ceremošnjak  je naselja u Hrvatskoj, u Osječko-baranjskoj županiji i pripada gradu Našicama.

## Zemljopisni položaj
Ceremošnjak se nalazi na 190 metara nadmorske visine i na sjevernim obroncima Krndije. Kroz Ceremošnjak prolazi lokalna cesta Našice- Makloševac- Granice- Rozmajerovac. Sjeverno od sela nalazi se grad Našice, sjeveroistočno Makloševac i Vukojevci, jugoistočno Granice, zapadno Gradac Našički i Zoljan te jugozapadno Londžica. Pripadajući poštanski broj je 31500 Našice, telefonski pozivni 031 i registarska pločica vozila NA (Našice). Površina katastarske jedinice naselja Makloševac je 24, 16 km·102. U selu se nalazi Rimokatolička Crkva Sv. Petra i Pavla koja pripada župi Našice 1. Sv. Antuna Padovanskog, našičkom dekanatu Požeške biskupije. Crkveni god (proštenje) ili kirvaj slavi se 29. lipnja.

## Stanovništvo
| broj stanovnika | 212   | 248   | 268   | 326   | 502   | 464   | 493   | 453   | 378   | 366   | 343   | 229   | 165   | 122   | 126   | 108   | 81    |
|                 | 1857. | 1869. | 1880. | 1890. | 1900. | 1910. | 1921. | 1931. | 1948. | 1953. | 1961. | 1971. | 1981. | 1991. | 2001. | 2011. | 2021. |

Prema prvim rezultatima Popisa stanovništva 2011. u Ceremošnjaku je živjelo 137 stanovnika u 44 kućanstva.

## Povijest
U Kronici Franjevačkog samostana u Našicama spominje se 1407. godine kao selo smješteno na obroncima Krndije južno od Našica. Selo se održalo i u vrijeme Turaka a 1698. imalo je 12 kuća. Za vrijeme turske vladavine u selo se naseljava i nekoliko pravoslavnih obitelji. U 18. stoljeću situacija je nešto lošija pa Ceremošnjak 1750. ima samo 6 kuća. Godine 1905., nastojanjem našičkih franjevaca, podignut je u Ceremošnjaku zvonik. Zvonik je blagoslovljen kad i škola, koju je tada polazilo 35 učenika. Na Petrovo 1940. blagoslovljena je novo sagrađena kapela Sv. Petra i Pavla. Selo u drugoj polovici 20. stoljeća naglo gubi stanovnike koji odlaze u potrazi za poslom najviše u obližnje Našice. Selo je oživjelo krajem 90- tih godina prošlog stoljeća dolaskom prognanih Hrvata iz Bosne, najviše iz Komušine Gornje i Komušine Donje nedaleko Teslića. 

## Obrazovanje i školstvo
U selu zbog malog broja učenika škola više ne radi pa učenici svakodnevno putuju autobusom s učenicima iz Polubaša, Rozmajerovca, Granica i Makloševca u Našice gdje pohađaju Osnovnu školu Dore Pejačević. 

## Vanjska poveznica
- http://www.nasice.hr/

.